# Виола, Николас
Бенито Николас Виола (итал. Benito Nicolas Viola; 12 октября 1989, Оппидо-Мамертина, Италия) — итальянский футболист, полузащитник. Николас является старшим братом футболиста Алессио Виола.

## Карьера
Виола начал профессиональную карьеру в «Реджине», проведя игру в Кубке Италии 2006/07. В Серии А Николас дебютировал в составе «Реджины» 11 января 2009 года в матче против «Лацио».
30 января 2012, «Палермо» объявил, что приобрел Николаса. С 2013 года по 2015 год являлся игроком клуба «Тернана». Летом 2015 года перешёл в «Новару».